# Alphonse-Georges Poulain
Pour les articles homonymes, voir Poulain (homonymie).
Alphonse Georges Poulain, né à Avrilly près de Damville le 11 octobre 1875 et mort le 16 février 1966 à Saint-Pierre-d'Autils, est un archéologue français. Il fut également peintre, sculpteur et écrivain.

## Biographie
Les comptes-rendus de ses travaux portent la mention de correspondant du ministère de l'instruction publique.
Ses travaux ont donné lieu à des échanges de points de vue avec, notamment, Henri Gadeau de Kerville qui habitait Rouen, à l'occasion d'exploration de deux buttes circulaires jumelles, situées dans un bois à Saint-Pierre-la-Garenne.
Les insignes d'officier de l'instruction publique lui sont remis en 1927, à la Sorbonne, par le président Édouard Herriot.
En 1929, l'académie des sciences, belles-lettres et arts de Rouen lui attribue le prix Courtonne Lenepveu et lui redonne en 1959.
Le musée Alphonse-Georges-Poulain de Vernon porte son nom, jusqu'en 2024 où il est rebaptisé Musée Blanche Hoschedé-Monet.

## Distinctions
- Officier d'académie (1906)
- Officier de l'Instruction publique (1927)[1].

## Travaux
Le bulletin de la Société préhistorique française fait état de treize contributions entre 1910 et 1919):
- Sur un poinçon en os trouvé près de Vernon (Eure) (1910, article)
- Résultat des fouilles effectuées dans un abri sous roche à Bonnières (78), et découverte d'une sépulture néolithique à Jeufosse (78) (1911, article)
- Découverte de fours gaulois à Saint-Pierre-d'Autils (27-Eure) (1912, article)
- Exploration définitive de l'Abri du « Mammouth » à Mestreville, commune de Saint-Pierre-d'Autils (1912, article)
- L'idée d'évolution figurée sur des bas-reliefs gallo-romains trouvés en Normandie (1913, article)
- Découverte et exploration d'une villa agraria romaine, près de Condé-sur-Iton (27-Eure) (1913, article)
- Survivances antiques, vieilles coutumes, superstitions, légendes du Gâtinais (Département du Loiret) (1914, article)
- Sur quelques coutumes locales, superstitions, survivances antiques, légendes, du département de l'Eure-27 (1915, article)
- Sur quelques Coutumes locales, superstitions, survivances antiques, légendes, du département de l'Eure-27 (Suite) (1915, article)
- Sur un marteau-hache trouvé dans l'Eure-27 (1916, article)
- Un fragment de meule néolithique et son broyeur, découverts commune de Saint-Just, près Vernon (Eure-27) (1917, article)
- Les temples gallo-romains de Saint-Aubin-sur-Gaillon (Eure-27) - fouilles des années 1910 et 1911 (1918, article)
- Les temples gallo-romains de Saint-Aubin-sur-Gaillon (Eure-27) - fouilles des années 1912-1913 (Suite) (1919, article)

En outre, on ajoute :
- Résultat des fouilles gallo-romaines effectuées au camp de Vernonnet, commune de Vernon (Eure) par Henri Gadeau de Kerville et Alphonse Georges Poulain / Lecerf fils / 1928 Livres 2.
- Résultat des fouilles gallo-romaines effectuées au camp de Vernonnet, commune de Vernon (Eure). Première partie. Seconde et dernière partie par Henri Gadeau de Kerville et Alphonse Georges Poulain / 1930.

## Ouvrages
- Des rives de la Seine aux bords de l'Eure et de l'Epte, autour de Vernon, promenades archéologiques, 1935 (fiche sur Gallica)